# 回滴
回滴是一種分析化學技術，用以找出未知濃度反應物的濃度。方法是令該反應物與過量的另一種已知濃度的反應物反應。接著將產生的混合物反向滴定，並須考慮添加過量反應物的莫耳數。
使用回滴的原因很多，包含：試樣不溶於水，試樣含有會干擾正向滴定的雜質，或其終點比正向滴定的更容易辨認。

## 實例
考慮使用滴定法測量溶液中的阿司匹靈量。辨認終點會非常困難，因為阿司匹靈是弱酸，反應會進行得很慢。
使用回滴時，終點更加容易辨認，因為此反應是強酸和強鹼的反應。此種反應發生速率很高，使得終點顯明易見。
強酸和強鹼的滴定曲線顯示滴定終點在pH7處，意指可用酚酞為指示劑。當添加酚酞產生的粉紅色溶液褪成無色，終點即可見。
反應的第一階段是強鹼水解，包含使阿斯匹靈溶液與定量氫氧化鈉反應，氫氧化鈉量會超過阿司匹靈量。因為室溫下水解反應發生速率極慢，所以會加熱以增加反應速率。
{\displaystyle {\rm {CH_{3}COOC_{6}H_{4}COOH+2NaOH\longrightarrow CH_{3}COONa+HOC_{6}H_{4}COONa+H_{2}O}}}
第二階段包含針對已水解的氫氧化鈉溶液使用鹽酸回滴。此過程使用鹽酸反應過量的氫氧化鈉。
{\displaystyle {\rm {NaOH+HCl\longrightarrow NaCl+H_{2}O}}}
氫氧化鈉 + 氫氯酸 {\displaystyle \longrightarrow } 氯化鈉 + 水
使用回滴的方法時，用以中和溶液中未反應氫氧化鈉得鹽酸量可測定。知道此數據和添加的氫氧化鈉量，與氫氧化鈉反應的阿司匹靈量就可測定。